# NGC 161
NGC 161 أو إن جي سي 161 هيَ مجرة محدبة ضمن كوكبة القيطس، تم اكتشافها في 21 نوفمبر 1886 على يد الفَلكي الأمريكي لويس سويفت.